# A Day at the Races (musikalbum)
A Day at the Races är det femte studioalbumet av den brittiska rockgruppen Queen, utgivet 10 december 1976 i Storbritannien genom EMI och den 18 december i USA via Elektra Records. Albumet spelades in mellan juli och november 1976 i tre olika inspelningsstudior: The Manor, Wessex och Sarm Studios i England (att jämföra med föregångaren A Night at the Opera som spelades in i sju olika studior). Detta är det första album gruppen producerade helt på egen hand. De fyra första albumen hade gruppen producerat tillsammans med Roy Thomas Baker.
A Day at the Races blev Queens andra raka album att nå den brittiska albumlistans förstaplats. I USA nådde albumet plats 5 på Billboard 200. Första singeln från albumet var Freddie Mercurys "Somebody to Love", som på den brittiska singellistan nådde plats två. Därefter släpptes Brian Mays "Tie Your Mother Down" som nådde plats 31. 20 maj 1977 släpptes Queen's First EP med "Good Old-Fashioned Lover Boy" som huvudspår och nådde plats 17 i Storbritannien. I Japan släpptes även "Teo Torriatte (Let Us Cling Together)", och i USA gav man ut "Long Away".
Albumet är, precis som föregående album A Night at the Opera, namngivet efter en av Bröderna Marx filmer, En dag på kapplöpningarna. "White Man", som musikaliskt drar åt heavy metal, är skriven ur en nordamerikansk indians synvinkel och är gruppens första riktigt politiskt laddade låt.

## Historia

### Låtskrivandet
Gitarristen Brian May och sångaren Freddie Mercury skrev fyra låtar vardera till albumet, medan basisten John Deacon och trummisen Roger Taylor stod för en låt var. "Tie Your Mother Down" skrev May medan han var på semester i Teneriffa; "Ibland kommer man på ett litet riff, och så lägger man till några ord, och så tänker man inte ens på vad de betyder. Jag kommer ihåg att jag tänkte; 'detta är inte en tillräckligt bra titel för den här låten', men alla sa: 'Jo, men det låter faktiskt okej', så textmässigt byggde vi kring det." Mercurys "Somebody to Love" var influerad av gospel och, enligt Taylor, av Aretha Franklin.

### Inspelning och produktion
Efter att ha avslutat turnén för sitt fjärde studioalbum, A Night at the Opera, i april 1976, tog gruppen ledigt ett par månader. Vid den här perioden hade man skaffat en ny manager och Brian May gifte sig. Sessionen för albumet påbörjade i juli samma år och spelades in på The Manor, Wessex och Sarm Studios i England. Till skillnad mot föregående album låg bandet denna gång inte under någon tidspress, och tog istället all tid de behövde för att färdigställa albumet. Inspelningssessionen avbröts temporärt under september då gruppen gjorde fyra konserter i Storbritannien. Två i Edinburgh, en i Cardiff och en i London. Den sista konserten var gratis för att tacka sina fans och hölls på Hyde Park inför mellan 150 000 – 200 000 personer. Två av låtarna som senare hamnade på albumet spelades live för första gången under dessa konserter; Mercurys "You Take My Breath Away" och Mays "Tie Your Mother Down". Efter de fyra konserterna begav sig gruppen tillbaka in i studion för att avsluta inspelningarna. A Day at the Races är det första albumet Queen producerade själva. De fyra tidigare albumen hade bandet producerat tillsammans med Roy Thomas Baker. Inspelningarna avslutades sedan i november 1976.

### Utgivning
12 november 1976, en månad innan albumet släpptes, gavs första singeln ut; Mercurys "Somebody to Love". Låten gick in på den brittiska singellistan den 27 november på plats fyra och nådde två veckor senare sin högsta placering som nummer två, endast slagen av "Under the Moon of Love" av Showaddywaddy. Totalt låg låten nio veckor på listan, varav sex av dessa på topp-5. På Billboard Hot 100 i USA nådde "Somebody to Love" som bäst plats 13 och låg totalt 15 veckor på listan. I Nederländerna nådde låten förstaplatsen och i Belgien blev den tvåa, medan den i Danmark som bäst nådde plats 19. A Day at the Races gavs ut den 10 december 1976 i Storbritannien av EMI och den 18 december i USA av Elektra Records. Albumet debuterade som nummer åtta på den brittiska albumlistan den 25 december 1976. Under den tredje försäljningsveckan tog det sig upp på förstaplatsen, och blev därmed bandets andra raka albumetta i hemlandet. Albumet låg kvar på listan i totalt 20 veckor, varav de sex första på topp-10. Albumet certifierades med en guldskiva redan den 1 december 1976, på grund av förhandsbeställningar. Bara dagar senare, 5 december, var albumet förbeställt av över en halv miljon människor. I USA nådde A Day at the Races sin bästa placering under den femte försäljningsveckan då den tog sig in på plats fem. Det låg totalt fem veckor på topp-10 och hade i slutet av månaden sålt i över 500 000 exemplar i USA då den certifierades med en guldskiva. I november 2002 hade det sålt i över en miljon exemplar. I övriga länder tog sig albumet upp på topp-5 i bland annat Nederländerna, Norge, Sverige, Tyskland och Österrike.
4 mars 1977 gavs Tie Your Mother Down ut men lyckades inte ta sig till några högre placeringar på topplistorna. I Storbritannien var låten försäljningsmässigt gruppens sämsta sedan den gav ut debutsingeln "Keep Yourself Alive", drygt fyra år tidigare. I USA tog sig låten upp på plats 49 som bäst och nådde plats tio i Nederländerna. 25 mars gavs "Teo Torriatte (Let Us Cling Together)" ut, dock endast i Japan, och nådde som bäst plats 49. 20 maj 1977 gavs "Good Old-Fashioned Lover Boy" ut under namnet Queen's First EP. EP:n låg totalt tio veckor på brittiska singellistan och nådde plats 17 som bäst. Queen's First EP gavs inte ut i USA, där släppte man istället "Long Away" som dock misslyckades med att ta sig in på Billboard Hot 100.

### Mottagande
The Washington Post beskrev A Day at the Races som "en förnuftig blandning av heavy metal-rockers och klassiskt influerade, nästan operatiska, knippe låtar." Tidningen Winnipeg Free Press var också positiv och skrev, "Races är ännu en bekräftelse av Queens ställning som den bästa av den tredje vågen av engelska rockgrupper." Musiktidningen Circus gav albumet en blandad recension och skrev; "med A Day at the Races har de övergivit konstrocken helt. De är fåniga nu. Och underbart fräcka." I Rolling Stone var recensenten Dave Marsh mer kritisk och beskrev Freddie Mercury som att han enbart erhöll en "helt okej popröst". Han tyckte att Queen var den minst experimentella av de samtida rockgrupperna och anklagade dem för att ha fräcka "kommersiella ambitioner". 
I en retrospektiv recension, skrev Stephen Thomas Erlewine på Allmusic att "Tie Your Mother Down" och "Somebody to Love", tillsammans med balladen "You Take My Breath Away", är de bästa spåren på skivan, och skrev också att albumet markerade en punkt där Queen "gick in i en ny era, där de är titaner som erövrar jordklotet istället för underdogs." Tidningen Q skrev att "bredden i dess ambition förblir ständigt imponerande, liksom låtar som Mays stompiga "Tie Your Mother Down" och Mercurys barockiga "Somebody to Love" och "Good Old-Fashioned Lover Boy". Ben Sisario som skrev i The Rolling Stone Album Guide, tyckte att albumet var "lite för förutsägbart" och kallade det för "en snabb uppföljare till Opera."
I en nationell opinionsundersökning på BBC år 2006 blev A Day at the Races framröstad som det 67:e största albumet genom tiderna. I en världsomspännande omröstning för att hitta de "100 bästa albumen genom tiderna", utförd av Guinness Rekordbok och New Musical Express, hamnade albumet på plats 87. I Classic Rock och Metal Hammers lista över "De 200 bästa albumen från 70-talet", fanns det med på topp-20. Tidningen Out rankade albumet som nummer 20 av 100 i en omröstning där bland annat skådespelare, komiker, musiker, författare, kritiker, och DJs, blivit tillfrågade att lista de 10 album som lämnat de mest outplånliga intrycken på deras liv." I 1987 års upplaga av The World Critics List rankades A Day at the Races som det sjätte bästa albumet någonsin av BBC:s Peter Powell. Albumet ingick 2006 också i kritikern Jim Derogatis lista "The Great Albums".

## Turné
Turnén påbörjades i Milwaukee i USA den 13 januari 1977 och var starten på Queens turné i Nordamerika. Totalt gjorde man 40 konserter, varav sju av dessa i Kanada. Den Nordamerikanska delen av turnén avslutades den 18 mars i Edmonton. Efter ungefär en och en halv månads uppehåll började Europaturnén den 8 maj i Stockholm, följt av konserter i Danmark, Tyskland, Nederländerna och Schweiz. Turnén avslutades med elva konserter i Storbritannien; denna del av turnén kallades "Jubilee Tour". Fyra av albumets tio låtar fick sin livedebut under denna turné; "The Millionaire Waltz", "Somebody to Love", "White Man" och "Good Old-Fashioned Lover Boy", den sistnämnda spelades dock endast under Europaturnén.

## Låtlista
| 1. | Tie Your Mother Down    | Brian May       | Mercury | 4:51 |
| 2. | You Take My Breath Away | Freddie Mercury | Mercury | 4:42 |
| 3. | Long Away               | May             | May     | 4:02 |
| 4. | The Millionaire Waltz   | Mercury         | Mercury | 4:57 |
| 5. | You and I               | John Deacon     | Mercury | 3:28 |

| 1.           | Somebody to Love                      | Mercury      | Mercury      | 5:01  |
| 2.           | White Man                             | May          | Mercury      | 5:00  |
| 3.           | Good Old-Fashioned Lover Boy          | Mercury      | Mercury      | 2:56  |
| 4.           | Drowse                                | Taylor       | Taylor       | 3:47  |
| 5.           | Teo Torriatte (Let Us Cling Together) | May          | Mercury      | 5:52  |
| Total längd: | Total längd:                          | Total längd: | Total längd: | 44:24 |

| 1. | Tie Your Mother Down (backing track mix 2011)               | May     | 3:48 |
| 2. | Somebody to Love (live at Milton Keynes, juni 1982)         | Mercury | 7:55 |
| 3. | You Take My Breath Away (live in Hyde Park, september 1976) | Mercury | 3:06 |
| 4. | Good Old-Fashioned Lover Boy (Top of the Pops, juli 1977)   | Mercury | 2:51 |
| 5. | Teo Torriatte (Let Us Cling Together) (HD mix)              | May     | 4:47 |

## Medverkande
| Queen - John Deacon – bas, akustisk gitarr - Brian May – gitarr, sång, piano, harmonium - Freddie Mercury – sång, piano - Roger Taylor – trummor, sång, gitarr, slagverk Övriga medverkande - Mike Stone – sång | Produktion - Producent – Queen - Ljudtekniker – Mike Stone - Art director – David Costa - Omslagskoncept – Freddie Mercury - Omslagsdesign – Cream |

## Listplaceringar och certifikat
| Land:          | Organisation: | Topplacering: | Sålda ex:  | Certifikat: | Ref:         |
| -------------- | ------------- | ------------- | ---------- | ----------- | ------------ |
| Nederländerna  | NVPI          | 1             |            |             | [ 9 ]        |
| Norge          | IFPI          | 3             |            |             | [ 9 ]        |
| Nya Zeeland    | RIANZ         | 11            |            |             | [ 9 ]        |
| Storbritannien | BPI           | 1             | 300 000+   | Platina     | [ 1 ] [ 14 ] |
| Sverige        | IFPI          | 8             |            |             | [ 9 ]        |
| Tyskland       | BVMI          | 10            |            |             | [ 9 ]        |
| USA            | RIAA          | 5             | 1 000 000+ | Platina     | [ 2 ] [ 8 ]  |
| Österrike      | IFPI          | 8             |            |             | [ 9 ]        |